# Lagarde (Alti Pirenei)
Lagarde è un comune francese di 513 abitanti situato nel dipartimento degli Alti Pirenei nella regione dell'Occitania.

## Società

### Evoluzione demografica
Abitanti censiti